# Музей королевских военно-воздушных сил Австралии
Музей королевских военно-воздушных сил Австралии (англ. RAAF Museum) — официальный музей королевских ВВС Австралии, расположенный на базе RAAF Williams в городе Пойнт-Кук, штат Виктория. Музей был основан в 1952 году и является вторым старейшим авиационным музеем в мире. Он был основан по поручению Штаб-квартиры Пойнт-Кука, пока в 1988 году не вошёл в состав ВВС.
Коллекция музея содержит множество экспонатов, начиная от летательных аппаратов времен основания ВВС, заканчивая современными самолетами.

## Коллекция музея

### Ангар тренировочных самолетов
- Maurice Farman Shorthorn
- Avro 504K
- de Havilland Tiger Moth
- de Havilland Vampire T Mk 35
- CAC Winjeel
- New Zealand Aerospace Industries CT4A
- Aermacchi MB-326H

### Ангар технологий
- Supermarine Walrus
- Royal Aircraft Factory S.E.5
- Douglas Boston
- F-4E Phantom
- de Havilland Vampire F.30
- UH-1B Iroquois
- Bristol Bloodhound SAM

### Ангар 180
- CAC Boomerang
- Consolidated Catalina
- GAF Pika
- GAF Jindivik
- Hawker Demon
- Avro Cadet
- DH 84 Dragon
- CAC Sabre
- Dassault Mirage III
- Bell UH-1 Iroquois
- Cessna Bird Dog

### Экспонаты на улице
- Lockheed C-130A Hercules
- Lockheed C-130E Hercules
- Hawker Siddeley HS 748
- Bristol Freighter
- Bristol Bloodhound

### Хранилище
Летательные аппараты, которые сейчас не представлены на выставке:
- CAC Wirraway
- Douglas C-47 Skytrain
- Gloster Meteor T 7
- Gloster Meteor F 8
- Sikorsky S-51 Dragonfly
- GAF Canberra
- CAC Winjeel
- Lockheed Neptune
- North American Harvard
- Lockheed Ventura
- de Havilland Vampire T Mk 35